# Francisco Jiménez de Cisneros
Francisco Jiménez de Cisneros, španski kardinal in politik, * 1436, Torrelaguna, Kastilija (današnja Španija), † 8. november 1517, Roa de Duero, Španija.
V času svojega življenja je deloval kot vikar, menih, kardinal, nadškof, dvakratni regent, inkvizitor, ustanovitelj univerze in pobudnik prvega tiskanega večjezičnega Svetega pisma na svetu.
Med njegove največje dosežke sodita izdaja Komplutenske poliglotske Biblije in ustanovitev Univerze v Alcalá de Henares. Njegovo življenje in delovanje je sovpadalo z drugo polovico vladavine Katoliških kraljev Izabelo I. Kastiljsko in Ferdinandom II. Aragonskim, na katerega vladavino in potek dogodkov v tistem času je imel sam velik vpliv; Španija je med tistim časom prestala veliko sprememb prav zaradi vladavine Kataloških kraljev in pomoči Cisnerosa, to pa je bil tudi eden od dejavnikov, ki je pripeljalo državo do kasnejšega razcveta, tj. španskega zlatega veka.

## Otroštvo in študij
Rodil se je v Torrelaguni leta 1436 očetu Alfonsu Jiménezu in mami Marini de la Torre. Krščen je bil pod imenom Gonzalo, ki pa si ga je kasneje spremenil v Francisco. Bil je prvorojenec, imel pa je še dva mlajša brata po imenu Bernandino in Juan.
Pri svojih štirinajstih letih je začel s študijem prava na Univerzi v Salamanci, ki je znana kot ena najstarejših univerz na svetu in v Evropi. Po uspešno pridobljeni diplomi, je naprej nadaljeval s šolanjem, prav tako pa je svoj čas posvečal poučevanju, in sicer kot pomožni profesor. Med tem časom se je njegova strast za pravo polegla, vse bolj pa ga je začela zanimati teologija.

## Življenje in delo

### Pred Katoliškima kraljema: zapor in redovništvo
Po prejetem mašniškem posvečenju je okoli leta 1460 odšel v Rim, kjer je preživel nekaj let, tamkajšnji humanisti v papeški palači pa so nanj naredili velik vtis s svojim znanjem. Leta 1471 ga je Papež Pavel II. priporočil za beneficij glavnega vikarja v Ucedi, vendar pa je čez dve leti zaradi nesporazumov s takratnim toledskim nadškofom Alfonsom Carrillom, pristal v zaporu. Tam je ostal do leta 1479, ko je dotični nadškof vendarle popustil. Po letih zaporniškega življenja se mu je v letu 1482 nasmehnila sreča, ko ga je naslednik preminulega nadškofa Alfonsa, kardinal Pedro González de Mendoza, imenoval za generalnega vikarja škofije v Sigüenzi. Čeprav je s tem položajem imel priložnost gradnje kariere, pa se ga je Cisneros čez dve leti odločil zapustiti in postati menih v toledskem frančiškanskem samostanu San Juan de los Reyes, ki sta ga ustanovila Katoliška kralja. S prihodom v samostan je prevzel ime Fray (brat) Francisco, ki ga je od takrat naprej uporabljal skozi nadaljnje življenje.

### Katoliška kralja: spovednik in nadškof
Leto 1492 je eno najpomembnejših let v španski in svetovni zgodovini – osvojitev mavrskega kraljestva v Granadi, Kolumbovo odkritje Novega sveta in izgon judov iz države. 
To je bilo tudi leto, ko je Cisneros postal Izabelin spovednik, in sicer po priporočilu kardinala Mendoze. Z njegovo smrtjo pa ga je Cisneros nasledil na položaju toledskega nadškofa, njegov vpliv pa je postajal vse večji.

### Reforme in pokristjanjevanje
Z na novo pridobljeno avtoriteto so prišle tudi zadolžitve, kot so bile pomoč pri uresničevanju načrtov Katoliških kraljev; ena od prvih njegovih nalog pod njunim okriljem je bila ideja Izabele I., da se reformira špansko duhovščino oz. klerike. Nekateri od novih sklepov so bili: ukinitev priležništva, bivanje v svoji župniji, pogosto obiskovanje spovedi, poučevanje verskih resnic otrokom, oznanjanje evangelija faranom vsako nedeljo, beleženje ljudi, ki pridno opravljajo velikonočne obveznosti in tistih, ki jih ne ipd. Izdan je bil tudi katekizem, v katerem so bile te nove uredbe zapisane. Bilo je nekaj duhovnikov, katerim novi zakoni niso bili po godu, saj so se preveč vtikali v njihovo zasebno življenje. Nekaj od njih je s svojimi partnericami iz Andaluzije celo zbežalo v Severno Afriko, kjer so se spreobrnili v muslimane. 
Na pobudo katoliških kraljev se je leta 1499 začelo s prisilnim pokristjanjevanjem mavrov, takratnih muslimanskih prebivalcev Al-Andaluza. Hernando de Talavera, takratni nadškof v Granadi, je sicer Cisnerosa pred tem ukrepom posvaril, saj jih je sam z izobrazbo hotel spreobrniti počasi. Vendar pa se je vladarjema zdel problem muslimanskih prebivalcev tako velik, da so bili pripravljeni tvegati. Mavrom so bile takrat kršene pravice zapisane v granadski sporazumni pogodbi sprejeti leta 1491, po kateri naj bi imeli svobodo verskega izražanja. Nespametna odločitev prisilnega pokristjanjevanja je bila tako vzrok serij mavrskih uporov, ki so trajali dve leti, do 1501. Cisneros so med drugim fascinirali tudi t.i. »elchi (šp. elchos)« (kristjani spreobrnjeni v muslimane), ki jim je brez privolitve staršev krstil otroke. Naslednje leto je s privolitvijo vladarjev ukazal pokristjanjevanje granadskih mudéjarov (muslimani, ki pred tem niso bili prisilno pokristjanjeni), če pa se s tem niso strinjali, so morali zapustiti državo. Približno tristo tisoč mudéjarov je takrat odšlo iz Španije. Vendar pa je tudi po tem problem muslimanskih prebivalcev in moriskov (pokristjanjeni muslimani) še vedno ostal nerešljiv, dokler jih niso leta 1609 izključili iz Španije.

### Po Izabelini smrti: inkvizitor, kardinal in regent
Zadnja leta Izabelinega življenja je Cisneros preživel kot njen politični in verski svetovalec.
Po njeni smrti je pomagal Ferdinandu preprečiti, da mu Filip I. Kastiljski prevzame prestol, ampak sta leta 1506 prišla do sporazuma, v katerem mu je Ferdinand predal naziv kralja Kastilije. Filipovo vladanje ni trajalo dolgo, saj je komaj tri mesece po tem, umrl. V tistem času je Cisneros postal začasni vladar oz. regent, saj je bil Ferdinand v Italiji, prav tako pa je pomagal preprečiti skupino aristokratov, ki so želeli na ta položaj postaviti Maksimilijana I. Habsburškega. Po Ferdinandovi vrnitvi, ga je ta imenoval za glavnega inkvizitorja in kardinala. Cisneros je želel, da se vsi inkvizitorji in inkvizicijska sodišča strogo držijo inkvizicijskih pravil. Pokristjanjeni judje so kralju Ferdinandu celo ponudili plačilo za ukinitev abolicije, ampak naj bi mu enako vsoto iz svojega žepa ponudil Cisneros, ki kot glavni inkvizitor seveda ni želel, da se le-ta odpravi.

### Ekspedicije v Severno Afriko
Cisneros je bil eden od glavnih vodja, ki se je zavzemal za osvojitev Severne Afrike med leti 1505 in 1510, saj je prepričal kralja Ferdinanda, da je to ozemlje koristno. Kardinal se je tudi ponudil financirati ekspedicijo iz svojih lastnih dohodkov. V pomoč mu je bil Pedro Navarra, ki je bil vodja terenskega in vojaškega dela ekspedicije. Na koncu jim je uspelo osvojiti Oran, obmorsko mesto na severozahodu Alžirije, Navarra pa leto kasneje osvoji še Tripoli in Bugio (današnja Béjaïa). Imel je še bolj nadobudne načrte, vendar je kralja bolj kot Severna Afrika zanimala Italija, zato je zavrnil Cisnerosovo pobudo za osvojitev večjega severnoafriškega območja.

### Po Ferdinandovi smrti: regent
Nekaj dni pred Ferdinandovo smrtjo, se je ta odločil spremeniti svojo oporoko in imenovati za regenta Cisnerosa, in ne več Ferdinanda I. Habsburškega, kot je bilo napisano prej. Nadejal se je, da bo kraljevino prevzel brat Ferdinanda I. Habsburškega, Karel I. (kasneje znan kot Karel V. Habsburški).
Ob Ferdinandovi smrti leta 1516 je Cisneros postal regent Kastilije že drugič (prvič v letu 1506). S spremembo vladarja in smrti še zadnjega Katoliškega kralja, so se začeli stari spopadi med prebivalci Kastilije in Aragonije, ter med plemstvom in meščani.

### Nov vladar Karel I. In Cisnerosova smrt
Vnuk Katoliških kraljev, Karel I., je takrat po Ferdinandovi strani postal kralj Aragonije, vendar ne Kastilije – po Izabelini strani je imela pravico do tega naziva njegova mati, Ivana I. Kastiljska, znana tudi kot Ivana Blazna. Prav tako je obstajala skupina kastiljskih aristokratov, ki je kovala načrt, da bi na prestol prišel Karlov mlajši brat, Ferdinand I. Habsburški, vendar pa jim je Cisneros to preprečil. Na koncu se je Ivana izkazala za osebo nesposobno vladanja, Karel I. pa je s Cisnerosovo pomočjo in državnim udarom prevzel prestol kot nov aragonski in kastiljski kralj (1518). Kardinal je na žalost umrl leta 1517, še preden je bil Karel okronan za novega vladarja.

## Dosežki

### Univerza v Alcalá de Henares
Univerzi v Salamanci in Valladolidu sta bili univerzitetna centra v kraljevini, dokler se Cisneros leta 1498 odloči, da bo v svoji škofiji ustanovil novo univerzo, Univerzo Alcalá de Henares (ki je zdaj znana kot Komplutenska Univerza v Madridu). Sam je bil prisoten pri vseh fazah projekta, od gradnje samih stavb, administracije, do pedagoškega vidika. Zavedal se je, da takšne ali drugačne reforme ne pomenijo veliko, če ljudje niso izobraženi. Njegov cilj ni bil tekmovanje z drugimi univerzami, ampak je želel izobraziti elitno duhovščino. Ravno zaradi tega je bil študij razdeljen na dva osnovna dela: teologijo in svetopisemske študije. Predvsem je želel prenoviti način poučevanja teologije. Študentom ni hotel vsiljevati te ali one teorije, zato si je lahko vsak sam izbral, na kaj se bo osredotočil: tomizem, skotizem ali nominalizem – tri različne rivalske filozofske šole. To nakazuje na Cisnerosovo odprtost za raznolikost oz. njegovo pluralistično naravnanost.
Poleg teologije so bili zelo pomembni tudi jeziki, še posebej latinščina, grščina in hebrejščina – ti trije jeziki so namreč nepogrešljivega pomena za učenje Biblije. Poleg njih pa so sta bila na razpolago še arabščina in kaldejščina. Jeziki so bili izbrano načrtno, da pokrijejo dva stebra zahodne civilizacije: antično oz. grško-rimsko tradicijo in svetopisemsko. Med drugim je na jezikovnem oddelku poučeval izjemno priznan helenist Hernán Núñez.
Cisneros je želel narediti program celosten – tuji jeziki so bili pomembni za dobro razumevanje starih svetih tekstov, ti pa so pomagali pri razumevanju in nadgraditvi teološkega znanja.
Čeprav ne v času njegova življenja, pa vendar bi bilo vredno omeniti, da je Komplutenska Univerza v Madridu prva v Španiji in ena prvih na svetu, ki je leta 1785 podelila doktorat ženski, in sicer Marii Isidra de Guzmán y de la Cerda.

### Komplutenska poliglotska Biblija
Na njegovo pobudo se je pod okriljem Univerze začela pisati tudi večjezična Biblija, imenovana Komplutenska poliglotska Biblija, s prevodi v hebrejščino, grščino, latinščino in nekaterimi deli v aramejščini. Bil je njen idejni vodja, prav tako pa jo je tudi financiral. Izdana je bila šele po Cisnerosovi smrti, leta 1520. Z izidom je to postalo prvo tiskano Sveto pismo v več jezikih.